# 林桂
林 桂（はやし けい、1953年4月8日 - ）は、日本の俳人。本名・政美。

## 来歴
群馬県利根郡新治村（現みなかみ町）生まれ。群馬県立沼田高等学校を経て新潟大学法文学部卒。1983年から10年間群馬県立桐生高等学校にて、文芸部、俳句クラブの顧問を務め、教え子に、山口晃(画家・評論）、青木陽介、青木重治、木村徹、山田耕司、今泉康弘がいる。
中学時代より作句、高校時代、鈴木石夫指導の「歯車」、加藤楸邨主宰の「寒雷」に入会。高柳重信選の『俳句研究』50句競作に登場し注目される。1978年、澤好摩、夏石番矢らと「未定」創刊。1998年、「吟遊」創刊に参加。2001年、伊藤信吉、中島敏之、水野眞由美、佐藤清美らと「鬣TATEGAMI」創刊、代表同人となる。2022年、句集『百花控帖』により第77回（2022年度）現代俳句協会賞を受賞。
創作では高柳重信が行った四行俳句のほか、詞（ことば）書き俳句などで俳句表現を追求。また「詩学」で長く俳壇時評を務めた。ほか「上毛ジュニア俳壇」選者、全国学生俳句大会審査員などを務めた。上毛ジュニア俳壇では、桂夏丸、外山一機、三木悠莉を見出した。現在、上毛俳壇（上毛新聞）選者、口語詩句（佐々木泰樹育英会）選考委員。群馬県文学会議副会長。

## 主な著書
- 第1句集「黄昏の薔薇」（静地社、1984年）
- 第2句集「銅の時代」（牧羊社、1985年）
- 第3句集「銀の蝉」（ふらんす堂、1994年）
- 第4句集「風の國」（ふらんす堂、2004年）
- 第5句集「はなのの絵本りょうの空」（風の花冠文庫、2013年）
- 第6句集「ことのはひらひら」（ふらんす堂、2015年）
- 第7句集「雪中父母」（風の花冠文庫、2015年）
- 第8句集「動詞」（現代俳句協会、2017年）
- 第9句集「百句控帖」（現代俳句協会、2021年、第77回現代俳句協会賞受賞[3] ）
- 第10句集「遠近紀行」（ウエップ、2025年）
- 第1評論集「船長の行方」（書肆麒麟、1998年）
- 第2評論集「群馬の俳句と俳句の群馬」（みやま文庫、2004年）
- 第3評論集「俳句・彼方への現在」（詩学社、2005年）
- 第4評論集「俳句此岸」（風の花冠文庫、2009年）

## 主な編著
- 「群馬文学全集」（第3巻・第13巻）群馬県立土屋文明記念文学館、1999年・2002年
- 「俳句詞華集　多行形式百句」　風の花冠文庫　2019年